# Karl Friedrich Peter von Brockhausen
Karl Friedrich Peter von Brockhausen (* 27. Oktober 1751 in Berlin; † 9. April 1830 ebenda) war ein preußischer Generalmajor der Artillerie und zuletzt zweiter Kommandant von Spandau während der Befreiungskriege.

## Leben

### Herkunft
Über seine Herkunft ist wenig bekannt. Man weiß nur soviel, dass sein Vater bei der Armee war und seine Mutter eine geborene Herrmann.

### Militärkarriere
Brockhausen kam im Jahr 1763 auf das Joachimsthaler Gymnasium und ging dann in preußische Dienste. Am 1. Januar 1767 kam er zur Artillerie und wurde dort 1770 Korporal und am 13. Oktober 1772 Sekondeleutnant mit Patent vom 10. Oktober 1772. Im Bayerischen Erbfolgekrieg kämpfte er 1778/79 im Gefecht bei Brüx. Am 30. Oktober 1791 erhielt er als Auszeichnung für Brüx die Anwartschaft das die nächste freiwerdende Präbende beim Stift Unserer lieben Frauen bei Halberstadt.  Am 26. November 1791 wurde er dann Premierleutnant im 3. Artillerie-Regiment. Von 1793 bis 1794 kämpfte Brockhausen im Ersten Koalitionskrieg gegen Frankreich bei den Belagerungen von Mainz und Landau, in der Schlacht bei Kaiserslautern und im Gefecht bei Frankenthal.  Am 18. Juli 1793 erhielt er für Mainz den Orden Pour le Mérite und wurde am 26. September 1793 zu Stabskapitän befördert.
Nach dem Krieg wurde er am 6. Oktober 1797 Kapitän und Kompaniechef mit Patent vom 14. Oktober 1797 und stieg am 9. Juli 1804 zum Major im 2. Artillerie-Regiment auf. Am 14. September 1805 wurde er in das neuerrichtete Regiment der reitenden Artillerie nach Königsberg versetzt. Im Vierten Koalitionskrieg kämpfte er in der Schlacht bei Preußisch Eylau und im Gefecht bei Königsberg. Dafür erhielt Brockhausen am 17. Juni 1807 den Russischen Orden des Heiligen Georg.
Nach dem Krieg wurde Brockhausen auf Vorschlag von Scharnhorst am 13. Juli 1808 Mitglied der Untersuchungskommission der Kriegsereignisse als Nachfolger des Majors Holtzendorf. Aber bereits am 24. Dezember 1808 erhielt er seinen Abschied als Oberst, wenn auch mit der Pension eines Oberstleutnants. Ein Antrag auf Wiederaufnahme in den Dienst wurde am 19. August 1809 vorläufig abgelehnt und so kam Brockhausen am 24. Oktober 1810 zunächst zur Gendarmerie. Am 15. März 1813 wurde er dann als Oberst und 2. Kommandant von Spandau wieder in der Armee angestellt. Dort blieb er während der Befreiungskriege.
Zu seinem 50-jährigem Dienstjubiläum erhielt er am 1. Januar 1817 den Roten Adlerorden III. Klasse und seinen Abschied am 5. Februar 1817 mit dem Charakter als Generalmajor sowie einer Pension von 800 Talern. Diese wurde aber am 27. Februar 1817 auf 1000 Taler erhöht. Er starb am 9. April 1830 unverheiratet in Berlin und wurde am 13. April 1830 auf dem Werderschen Friedhof beigesetzt.
In seiner Beurteilung aus dem Jahr 1804 heißt es: „Ein moralisch guter Offizier, ein vorzüglicher guter Exerziermeister und ein sehr eifriger, tüchtiger und dienstbeflissener Artillerie-Stabsoffizier, der seine wissenschaftlichen Kenntnisse mit dem praktischen genau verbindet und zu allem im Artilleriedienst gebraucht werden kann.“